# Formula 2000 giapponese 1975
La stagione 1975 della Formula 2000 giapponese fu corsa su 5 gare. Fu vinta dal pilota nipponico Kazuyoshi Hoshino su March-BMW.

## La pre-stagione

### Calendario
| Gara | Nome                        | Circuito           | Giri | Lunghezza           | Data         |
| ---- | --------------------------- | ------------------ | ---- | ------------------- | ------------ |
| 1    | Gran Premio Nihon           | Circuito del Fuji  | 35   | 35x7,015=245,525 km | 4 maggio     |
| 2    | Suzuka Diamond Race         | Circuito di Suzuka | 25   | 25x6,000=150 km     | 25 maggio    |
| 3    | Fuji Formula Champions Race | Circuito del Fuji  | 35   | 35x7,015=242,525 km | 13 luglio    |
| 4    | Great 20 Racers             | Circuito di Suzuka | 25   | 25x6,000=150 km     | 29 settembre |
| 5    | Gran Premio della JAF       | Circuito di Suzuka | 25   | 25x6,000=150 km     | 2 novembre   |

- Tutte le corse sono disputate in Giappone.

## Piloti e team
| Team                      | Telaio                      | Nr.    | Pilota              | Gare   |
| ------------------------- | --------------------------- | ------ | ------------------- | ------ |
| Sakai Racing Team         | March 742-BMW               | 1      | Masahiro Hasemi     | 1-2    |
| Sakai Racing Team         | Surtees TS15-BMW            | 2      | Kunimitsu Takahashi | 1      |
| Kojima Engineering        | March 742-BMW               | 1      | Masahiro Hasemi     | 4-5    |
| Racing Shop Yatsuka       | Surtees TS15-Ford           | 2      | Kunimitsu Takahashi | 2      |
| Racing Shop Yatsuka       | Surtees TS15-Ford           | 99     | Tetsu Okada         | 4-5    |
| Takahara Racing           | March 742-BMW               | 3      | Noritake Takahara   | 1, 3-5 |
| Takahara Racing           | March 742-BMW               | 3      | Kenji Takahashi     | 2      |
| Japan Racing Development  | Brabham BT40-BMW            | 4      | Moto Kitano         | 1-2    |
| Japan Racing Development  | Brabham BT40-BMW            | 11     | Kenji Tohira        | 1      |
| Japan Racing Development  | Brabham BT40-Ford           | 11     | Haruhito Yanagida   | 2      |
| Japan Racing Development  | Brabham BT40-BMW            | 20     | Syou Hayami         | 5      |
| Victory Circle Club       | March 742-BMW               | 5      | Brian Henton        | 1      |
| Victory Circle Club       | March 742-BMW               | 5      | Kazuyoshi Hoshino   | 2-5    |
| Victory Circle Club       | March 752-BMW               | 6      | Peter Gethin        | 1      |
| Victory Circle Club       | March 742-BMW March 752-BMW | 6/8/80 | Kuniomi Nagamatsu   | Tutte  |
| Victory Circle Club       | March 742-BMW               | 81     | Jacques Laffite     | 5      |
|                           | March 752 -BMW              | 6      | Moto Kitano         | 3-4    |
| Heroes Racing Corporation | March 742 -BMW              | 7      | Naoki Nagasaka      | 4-5    |
| Kuwashima Racing          | March 742 -BMW              | 6/8    | Masami Kuwashima    | 4-5    |
| Kuwashima Racing          | Brabham BT30 -Isuzu         | 7      | Junichiro Kasuya    | 3      |
| ISCC Team JK              | Brabham BT36 -Ford          | 9      | Shigei Asaoka       | 1, 3   |
|                           | Ralt RT1 -Hart              | 11     | Vern Schuppan       | 5      |
| Hickok Racing Team        | Surtees TS15 -Ford          | 15/50  | Jiro Yoneyama       | Tutte  |
|                           | March 732                   | 17     | Yoshimasa Kawaguchi |        |
| Fushida Racers            | March 752-BMW               | 18     | Hiroshi Fushida     | Tutte  |
| Kenzo Muromachi           | Brabham BT32-Ford           | 27     | Kenzo Muromachi     |        |
|                           | March 732-Ford              | 55     | Tomohiko Tsutsumi   | 1, 3-5 |
| Team Phoenix              | Nova 02-BMW                 | 88     | Nahoiro Fujita      | Tutte  |
|                           | Brabham BT32-Ford           |        | Fumiyasu Satou      |        |

## Risultati e classifiche

### Risultati
| Gara | Circuito | Tempo    | Velocità    | Pole position     | GPV               | Vincitore         | Vettura   |
| ---- | -------- | -------- | ----------- | ----------------- | ----------------- | ----------------- | --------- |
| 1    | Fuji     | 51:39.94 | 285,13 km/h | Masahiro Hasemi   | Masahiro Hasemi   | Masahiro Hasemi   | March-BMW |
| 2    | Suzuka   | 51:43.2  | 174,01 km/h | Kazuyoshi Hoshino | Masahiro Hasemi   | Masahiro Hasemi   | March-BMW |
| 3    | Fuji     | 56:13.89 | 261,98 km/h | Kazuyoshi Hoshino | Kazuyoshi Hoshino | Kazuyoshi Hoshino | March-BMW |
| 4    | Suzuka   | 51:21.0  | 175,27 km/h | Kazuyoshi Hoshino | Noritake Takahara | Noritake Takahara | March-BMW |
| 5    | Suzuka   | 50:59.8  | 176,48 km/h | Kazuyoshi Hoshino | Kazuyoshi Hoshino | Kazuyoshi Hoshino | March-BMW |

### Classifica piloti
I punti sono assegnati secondo lo schema seguente:
| Sistema di punteggio | Sistema di punteggio | Sistema di punteggio | Sistema di punteggio | Sistema di punteggio | Sistema di punteggio | Sistema di punteggio | Sistema di punteggio | Sistema di punteggio | Sistema di punteggio | Sistema di punteggio |
| Posizione            | 1º                   | 2º                   | 3º                   | 4º                   | 5º                   | 6º                   | 7º                   | 8º                   | 9º                   | 10º                  |
| -------------------- | -------------------- | -------------------- | -------------------- | -------------------- | -------------------- | -------------------- | -------------------- | -------------------- | -------------------- | -------------------- |
| Gare 2 e 3           | 20                   | 15                   | 12                   | 10                   | 8                    | 6                    | 4                    | 3                    | 2                    | 1                    |
| Altre gare           | 15                   | 12                   | 10                   | 8                    | 6                    | 4                    |                      |                      |                      |                      |

I piloti ospiti non partecipano alla classifica finale. La loro posizione è trasparente ai fini dell'assegnazione dei punti.
| 1                                        | Kazuyoshi Hoshino   |     | 2   | 1   | 3   | 1   | 59    |
| 2                                        | Noritake Takahara   | 2   |     | 2   | 1   | 3   | 59    |
| 3                                        | Masahiro Hasemi     | 1   | 1   |     | Rit | 5   | 45    |
| 4                                        | Masami Kuwashima    |     |     |     | 2   | 2   | 30    |
| 5                                        | Jiro Yoneyama       | 6   | 6   | 6   | 5   | 8   | 30    |
| 6                                        | Nahoiro Fujita      | 10  | 5   | 4   | 4   | Rit | 27    |
| 7                                        | Hiroshi Fushida     | 5   | Rit | 3   | 6   | NP  | 26    |
| 8                                        | Kuniomi Nagamatsu   | 4   | Rit | 8   | 10  | 7   | 16    |
| 9                                        | Tomohiko Tsutsumi   | 7   |     | 7   | 9   | 6   | 16    |
| 10                                       | Kenji Takahashi     |     | 3   |     |     |     | 10    |
| 11                                       | Haruhito Yanagida   |     | 4   |     |     |     | 8     |
| 12                                       | Tatsu Okada         |     |     |     | 7   | 9   | 8     |
| 13                                       | Moto Kitano         | Rit | Rit | 5   |     |     | 6     |
| 14                                       | Shigeki Ashoka      | 9   |     | 7   |     |     | 4     |
| 15                                       | Naoki Nagasaki      |     |     |     | 8   | Rit | 3     |
| 16                                       | Kenji Tohira        | 11  |     |     |     |     | 2     |
| 17                                       | Junichiro Kasuya    |     |     | 10  |     |     | 0     |
|                                          | Kunimitsu Takahashi | NP  | Rit |     |     |     | -     |
|                                          | Syou Hayami         |     |     |     |     | Rit | -     |
| Piloti ospiti non eleggibili per i punti |                     |     |     |     |     |     |       |
|                                          | Brian Henton        | 3   |     |     |     |     | -     |
|                                          | Peter Gethin        | 8   |     |     |     |     | -     |
|                                          | Vern Schuppan       |     |     |     |     | 4   | -     |
|                                          | Jacques Laffite     |     |     |     |     | 7   | -     |
| Pos                                      | Pilota              | NIH | SDR | FFC | GRT | JAF | Punti |

| Colore  | Risultato             |
| ------- | --------------------- |
| Oro     | Vincitore             |
| Argento | 2º posto              |
| Bronzo  | 3º posto              |
| Verde   | Finito a punti        |
| Blu     | Finito senza punti    |
| Viola   | Ritirato (Rit)        |
| Viola   | Non classificato (NC) |
| Rosso   | Non qualificato (NQ)  |
| Nero    | Squalificato (SQ)     |
| Bianco  | Non partito (NP)      |
| Bianco  | Non ha gareggiato     |
| Bianco  | Infortunato (INF)     |
| Bianco  | Escluso (ES)          |
| Bianco  | Gara cancellata (C)   |